# مامادو دیارا (بازیکن فوتبال، زاده ۱۹۹۷)
مامادو دیارا (انگلیسی: Mamadou Diarra؛ زادهٔ ۲۰ دسامبر ۱۹۹۷) بازیکن فوتبال اهل سنگال است.
از باشگاه‌هایی که در آن بازی کرده است می‌توان به باشگاه ورزشی بولوسپور اشاره کرد.
وی همچنین در تیم ملی فوتبال زیر ۲۰ سال سنگال بازی کرده است.